# 王琮 (弘治進士)
王琮（1456年—？），字玉振，直隸保定府安州高陽縣人，民籍，明朝政治人物。

## 生平
順天府鄉試第四十二名舉人。弘治九年（1496年）中式丙辰科會試第一百二十八名，三甲第一百五十四名進士。

## 家族
曾祖王守道；祖父王埜，曾任所大使；父親王能，曾任巡撫。前母來氏；母李氏。慈侍下。兄王宏。